# Wasilij Osokin

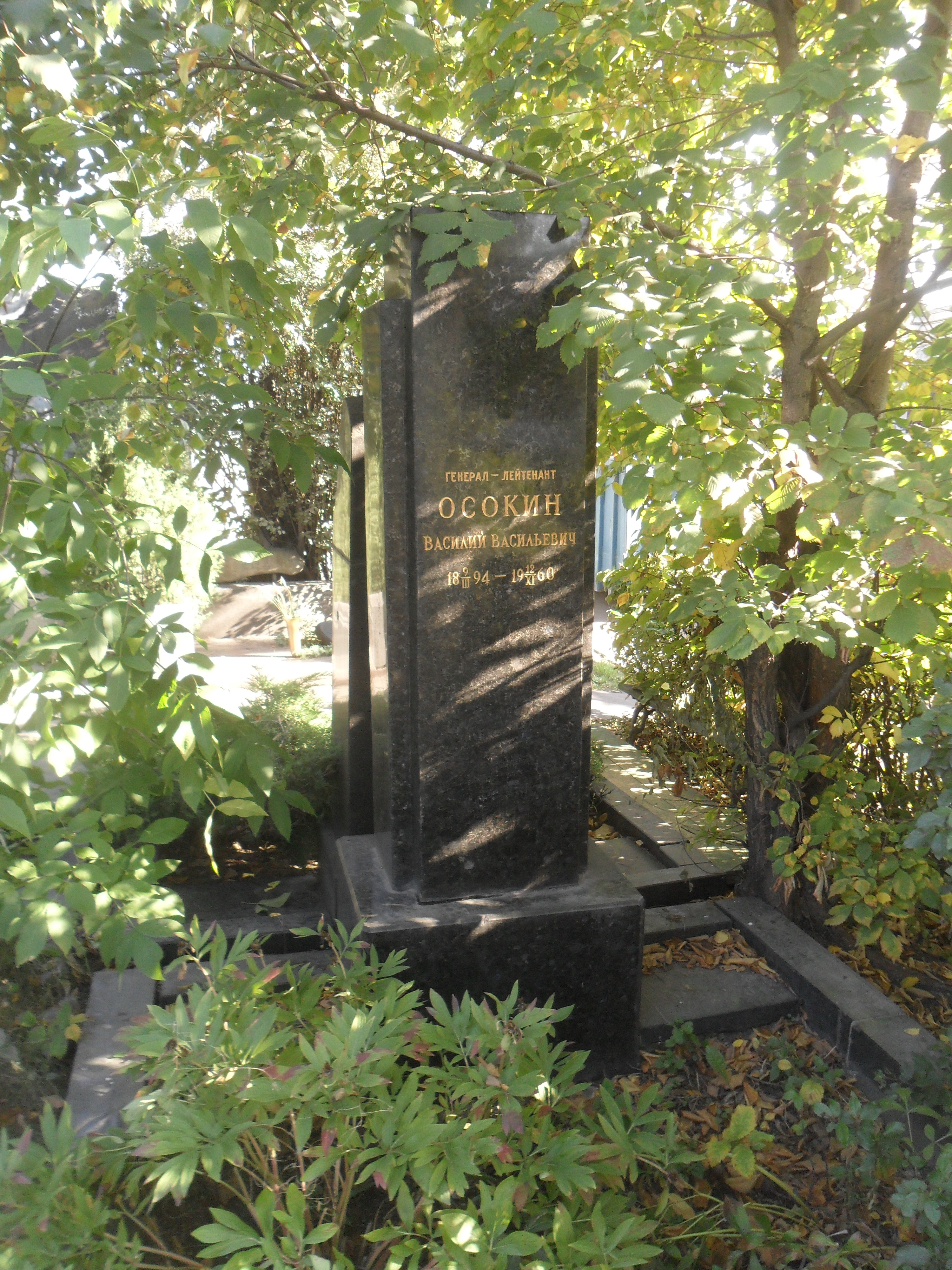
Grób Wasilija Osokina

Wasilij Wasiljewicz Osokin (ros. Василий Васильевич Осокин, ur. 25 lutego?/9 marca 1894 w Tomuszowie w guberni riazańskiej, zm. 12 listopada 1960 w Moskwie) – funkcjonariusz radzieckich organów bezpieczeństwa, generał porucznik, szef Głównego Zarządu Lokalnej Obrony Powietrznej NKWD/MWD ZSRR (1940-1949).

## Życiorys
Urodzony w rosyjskiej rodzinie chłopskiej, 1910 skończył dwuklasową szkołę nauczycielską i 1911 zdał eksternistycznie egzamin na szkolnego nauczyciela w Riazaniu i został nauczycielem w chutorze Sawicki k. Achtyrki. Od stycznia 1915 w rosyjskiej armii, od czerwca do października 1915 w szkole podoficerskiej w Moskwie, od października 1915 do maja 1916 chorąży kompanii 75 pułku piechoty, później dowódca plutonu i kompanii karabinów maszynowych, od grudnia 1917 do maja 1918 dowódca kompanii batalionu rewolucyjnego, od maja 1918 w Armii Czerwonej, od września 1920 w RKP(b). Od lipca 1921 w wojskach OGPU, oficer Pułku Specjalnego Oddziału Specjalnego Frontu Zachodniego, od 1924 w oddziałach pogranicznych OGPU, od stycznia 1927 do grudnia 1930 dowódca Pułku 5 Dońskiego OGPU, od 1931 w OGPU obwodu leningradzkiego, od 1 kwietnia 1935 do 25 kwietnia 1937 zastępca szefa Zarządu Wojsk Pogranicznych i Wewnętrznych Zarządu NKWD obwodu leningradzkiego, od 23 grudnia 1935 kombrig, od 5 kwietnia 1938 komdiw, od 25 kwietnia do września 1937 szef Zarządu Wojsk Pogranicznych i Wewnętrznych Zarządu NKWD Kraju Wschodniosyberyjskiego, od września 1937 do 29 marca 1938 szef Zarządu Wojsk Pogranicznych i Wewnętrznych Zarządu NKWD obwodu irkuckiego. Od 29 marca 1938 do 1939 szef Wojsk Pogranicznych i Wewnętrznych NKWD Ukraińskiej SRR, od 1939 do 29 października 1940 szef Wojsk Pogranicznych NKWD Okręgu Kijowskiego, od 4 czerwca 1940 generał porucznik. Od 29 października 1940 do 19 listopada 1940 szef Głównego Zarządu Lokalnej Obrony Powietrznej NKWD/MWD ZSRR, od 21 marca 1950 w rezerwie.

## Odznaczenia
- Order Lenina (dwukrotnie – 2 listopada 1944 i 20 lutego 1945)
- Order Czerwonego Sztandaru (dwukrotnie – 1921 i 3 listopada 1944)
- Order Czerwonej Gwiazdy (15 lutego 1936)
- Odznaka „Honorowy Funkcjonariusz Czeki/GPU (XV)” (8 kwietnia 1934)